# CAN-CAN
『CAN-CAN』（カン・カン）は、コール・ポーター作詞・作曲、エイブ・バローズ作によるミュージカル。

## 概要
19世紀のフランス・パリを舞台に、赴任してきたばかりの若くて真面目な判事とモンマルトルのダンスホール「バル・ドゥ・パラディ」を経営する勝ち気な女主人とが繰り広げる恋物語である。

## 上演記録
1953年にブロードウェイで上演されて以来、1955年の終演までで892回のロングランを数え、1960年には映画化された。初演は1953年のトニー賞（ミュージカル助演女優賞、振付賞）を受賞した。ロンドン・ウエスト・エンドでは1954年に初演。1981年のブロードウェイでのリバイバルは不振に終わる。1988年のウエスト・エンドとグローバルでリバイバル公演された。
1996年に宝塚歌劇団月組により上演。詳細は別項「CAN-CAN (宝塚歌劇)」を参照。